# 内山光雄
内山 光雄（うちやま みつお、1921年9月23日 - 2010年11月）は、日本の労働運動家。

## 略歴
石川県出身。寺に生まれるが海軍予備学生に志願し、海軍中尉で敗戦を迎える。駒澤大学人文学部公民科中退。北陸鉄道に入り、労働組合で書記長、私鉄北陸地連委員長、私鉄総連中央副執行委員長、石川県労評議長、総評副事務局長、労働教育センター役員を務めた。1955年の第27回衆議院議員総選挙において石川1区から労働者農民党公認で立候補して落選した。

## 著書
- 『幹部斗争から大衆斗争え 北陸鉄道労組の経験を中心として』労働法律旬報社 1954
- 『職場闘争・職場オルグ 続・幹部闘争から大衆闘争へ』労働法律旬報社 1959
- 『労働組合のABC』労働旬報社 [196-] 労働教育センター 1975
- 『組織づくりと労働協約』労働旬報社 1964
- 『組合活動家ノート』労働旬報社 1965
- 『労働運動入門』(労旬新書) 労働旬報社 1966
- 『職場の労働運動 [第1] (要求づくりと団体交渉)』 労働旬報社 1970
- 『職場の労働運動 [第2] (合理化とたたかう組織づくり)』労働旬報社 1970
- 『職場活動家の仕事』労働教育事業センター 1972
- 『新組合活動家ノート』労働旬報社 1973
- 『労働運動実践論』全5巻  労働教育センター 1982-87
- 『組合リーダー実践ノート』労働教育センター 1994
- 『経営危機と労働者 あなたならどうする』労働教育センター 1997

## 関連書籍
- 『はじめに人間ありき 内山光雄と戦後労働運動』前川清治・池田実共著 労働教育センター 2002

## 論文
- <内山光雄